# Ulebergshamn en Strandhamn
Ulebergshamn en Strandhamn (Zweeds: Ulebergshamn och Strandhamn) is een småort in de gemeente Sotenäs in het landschap Bohuslän en de provincie Västra Götalands län in Zweden. Het småort heeft 153 inwoners (2005) en een oppervlakte van 60 hectare. Eigenlijk bestaat het småort uit twee plaatsen: Ulebergshamn en Strandhamn.